# Saidali Iuldachev
Saidali Iuldachev (in uzbeco Saidali Yo‘ldoshev; 31 gennaio 1968) è uno scacchista uzbeko, Grande maestro internazionale.
Ha vinto il Campionato dell'Uzbekistan nel 1993 e 2003.
Ha partecipato con la nazionale dell'Uzbekistan a sei Olimpiadi degli scacchi dal 1992 al 2008. Ha vinto la medaglia d'oro individuale in terza scacchiera alle olimpiadi di Erevan 1996 e la medaglia d'argento di squadra alle olimpiadi di Manila 2002.
Nel 2002 ha partecipato al Campionato del mondo FIDE di Mosca, ma è stato eliminato nel primo turno da Zurab Azmaiparashvili.
Altri risultati di rilievo:
- 2004 :  vince il Parsvnath Open di Nuova Delhi;
- 2008 :  in luglio vince l'open di Recklinghausen in Germania;[2]
- 2008 :  in settembre è secondo dietro a Li Shilong nel Prospero Pichay Jr. Open delle Filippine.[3]
- 2010 :  vince il torneo UKM KL Masters in Malaysia;
- 2014 :  vince con 8,5 /9 il Campionato blitz open del Kuwait.[4]